# Pararhexosa senticosa
Pararhexosa senticosa är en tvåvingeart som beskrevs av Cook 1971. Pararhexosa senticosa ingår i släktet Pararhexosa och familjen dyngmyggor. Inga underarter finns listade i Catalogue of Life.